# 勒格赖
勒格赖（法語：Le Grais，法語發音：[lə ɡʁɛ] ⓘ）是法国奥恩省的一个市镇，位于该省西部，属于阿让唐区。

## 地理
勒格赖（48°38'21"N, 0°19'45"W）面积12.21 平方千米，位于法国诺曼底大区奧恩省，该省份为法国西北部内陆省份，北起顺时针与卡爾瓦多斯省、厄尔省、厄尔-卢瓦省、萨尔特省、马耶讷省和芒什省接壤。
与勒格赖接壤的市镇（或旧市镇、城区）包括：博万、法沃罗勒、隆莱勒泰松、圣乔治达讷贝克、莱蒙当代讷。

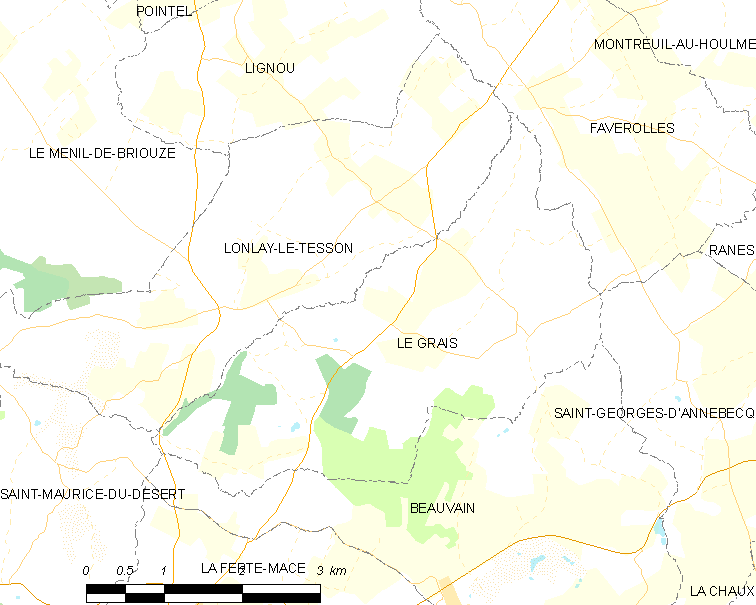
勒格赖的OSM定位图

勒格赖的时区为UTC+01:00、UTC+02:00（夏令时）。

## 行政
勒格赖的邮政编码为61600，INSEE市镇编码为61195。

## 政治
勒格赖所属的省级选区为阿蒂斯-瓦勒德鲁夫尔县。

## 人口

1962-2008年间勒格赖人口变化图示

勒格赖于2022年1月1日时的人口数量为206人。